# Galge (bestraffningsinstrument)

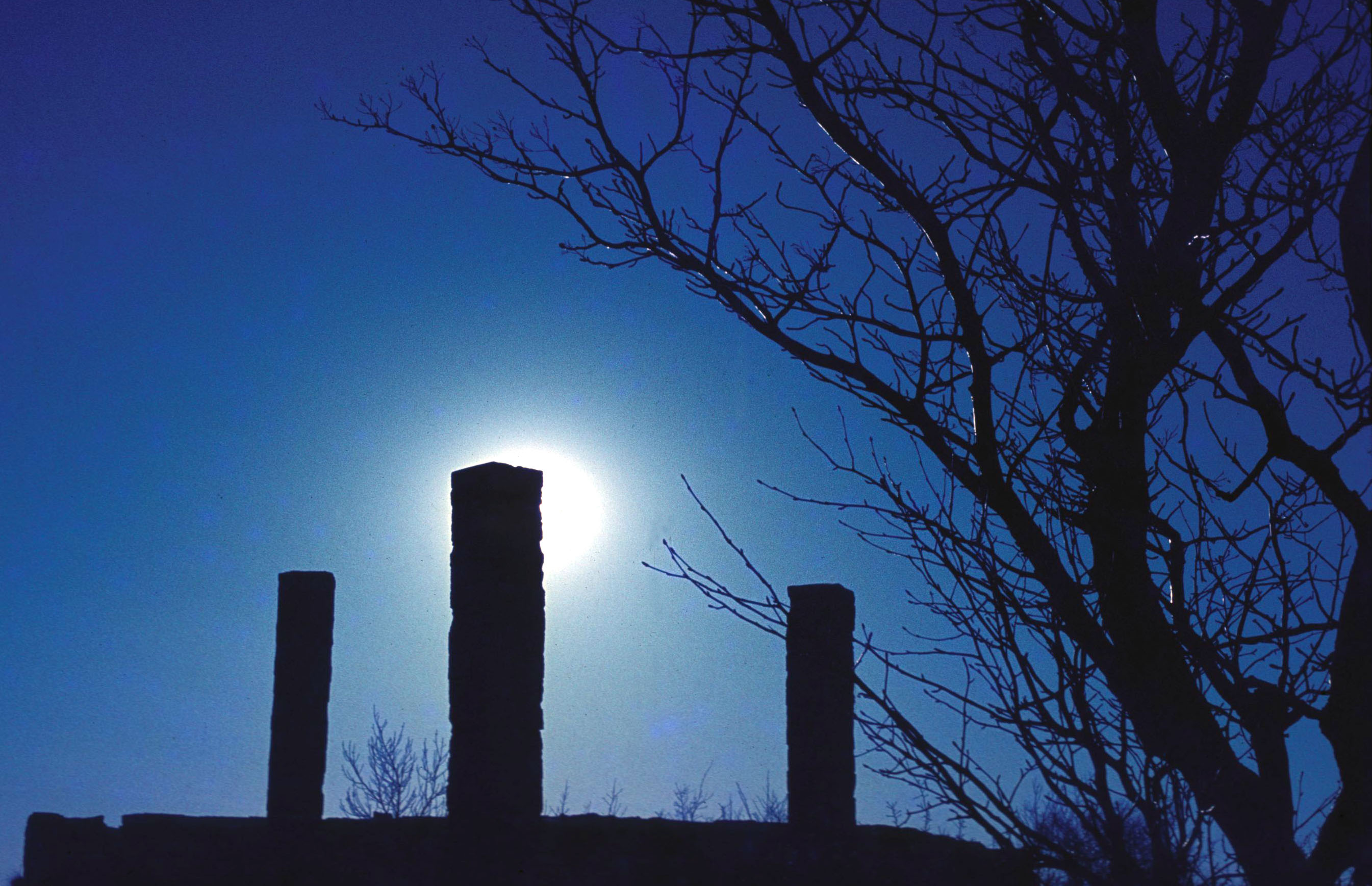
Rester av stengalgar på Galgberget i Visby.

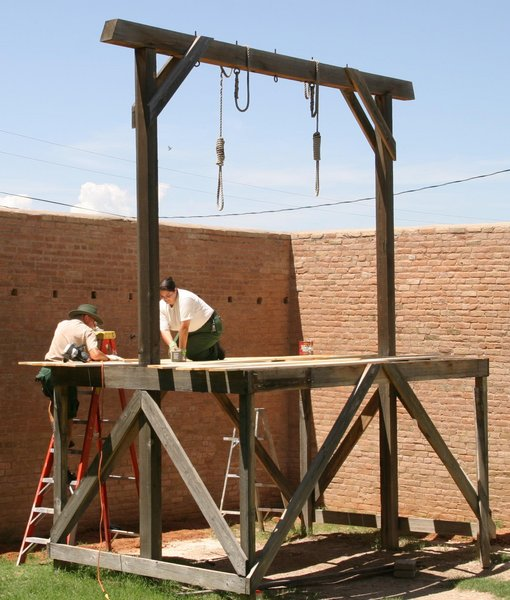
En replik av en galge i Tombstone Courthouse State Historic Park i Tombstone i Arizona.

Galge är en anordning för hängning och består av en enda eller 2–3 trästolpar med en därpå ovantill rätvinkligt anbragt tvärbjälke; i det senare fallet kan galgen även vila på ett murat postament. Ursprungligen användes för upphängning, av åt gudarna offrade människor eller rovdjur, helt enkelt ett högt träd med elastiska grenar (därav dels uttrycket vippgalge, dels lagtermen "dömas til gren ok galgha"). 
I forntiden torde galgstraffet först och främst drabbat fångna fiender. Enligt Tacitus (Germania, kapitel 12) tillämpades det på överlöpare och landsförrädare. I Gamla Testamentet föreskrivs det som ett särskilt nesligt avrättningssätt. Denna uppfattning gjorde sig gällande ej blott under hela medeltiden, då i synnerhet tjuvar avlivades genom hängning, utan har även delvis bevarats ända till våra dagar. Själva avrättningsredskapet jämte platsen för detsamma (vanligen ett högt beläget ställe, galgbacke) betraktades länge med stolthet som en sinnebild av lagens majestät. Avrättningen gick oftast till på följande vis: 
Bödeln gick, följd av den dömde, upp på en stege till galgens tvärbjälke och lade där en rännsnara om den dömdes hals, skyndade ned igen och tog bort stegen, varigenom avrättningen fullbordades. I England använde man vid verkställandet ett slags fallucka (galgen vilade nämligen där på ett underlag av trä), som den dömde ställde sig på. Om galgstraffets tidiga förekomst i Sverige lämnar landskapslagar uttryckligen ett säkert vittnesbörd. Av Visbys dyrbara, mäktiga stengalgar finns ännu pelarna i behåll, på Galgberget. Efter 1864, då hängning upphörde som avrättningsmetod i landet, förekommer emellertid inte längre några galgar i Sverige.